# Cynic paradise
Cynic Paradise es el sexto disco de larga duración de la banda sueca de metal industrial Pain. Peter Tägtgren se ocupa de todos los instrumentos así como de la parte vocal. Fue lanzado el 31 de octubre de 2008 bajo el sello de Nuclear Blast. Anette Olzon (Nightwish) aparece como invitada en los temas 'Follow Me' y 'Feed Us'.

## Contenido
1. I'm Going In
2. Monkey Business
3. Follow Me (feat. Anette Olzon)
4. Have A Drink On Me
5. Don't Care
6. Reach Out (And Regret)
7. Generation X
8. No One Knows
9. Live Fast / Die Young (It's A Cynic Paradise)
10. Not Your Kind
11. Feed Us (feat. Anette Olzon)
12. Here Is The News
13. Follow Me (Peter Vox Version)
14. Clouds Of Ecstasy (Bassflow Remix)
15. No One Knows (Rectifier Remix)
16. Trapped

- Datos: Q2660081